# 彼得·科塞维奇
彼得·科塞维奇（波蘭語：Piotr Kosewicz，1974年5月31日—），波兰男子冬季两项、田径运动员。他曾代表波兰参加1998年和2002年冬季残疾人奥林匹克运动会冬季两项比赛、2020年夏季残疾人奥林匹克运动会田径比赛，获得一枚金牌。